# Chaim Weizmann
Chaim Azriel Weizmann (hebrejski: חיים ויצמן), (Motal, Bjelorusija, 27. studenog 1874. – Jeruzalem, Izrael, 9. studenog 1952.), kemičar, državnik, predsjednik cionista svijeta, prvi predsjednik Izraela (izabran 16. svibnja 1948., mandat 1949. – 1952.), utemeljitelj istraživačkog instituta u Izraelu, kasnijeg znanstvenog instituta Weizmann.
Weizmann je rođen u malom selu Motalu blizu Pinska (Rusko carstvo, današnja Bjelorusija). Godine 1899. diplomirao je kemiju na Sveučilištu Fribourg u Švicarskoj. Radio je kao predavač na ženevskom sveučilištu (1901-1903) i potom na sveučilištu u Manchesteru. Godine 1910. postaje britanskim državljaninom i u Prvom svjetskom ratu bio je ravnatelj britanskog kraljevskog laboratorija (1916-1919). Postaje slavan jer prvi otkriva kako korištenjem bakterijskih fermentacija proizvesti velike količine željene tvari i danas se smatra ocem industrijske fermentacije. Koristio je Clostriduim acetobutylicum za dobivanje acetona. Aceton je korišten pri izradi TNT eksploziva.
Godine 1917. radio je s lordom Balfourom na Balfourovoj deklaraciji. 
Dana 3. siječnja 1919. s iračkim kraljem Faisalom I. potpisuje Faisal-Weizmann sporazum kojim se definira odnos između Arapa i Židova na Bliskom istoku. Nakon 1920. godine prihvaća vodstvo svjetske organizacije cionista, na čijem čelu je dva mandata (1920-31, 1935-46). Godine 1921. Weizmann zajedno sa židovskim fizičarom Albert Einsteinom utemeljuje Hebrejsko sveučilište u Jeruzalemu.